# Telescopio Mayall
El telescopio Nicholas U. Mayall, también conocido como el telescopio Mayall de 4 metros, es un telescopio reflector de cuatro metros (158 pulgadas) ubicado en el Observatorio Nacional Kitt Peak en Arizona y que lleva el nombre de Nicholas U. Mayall. Vio la primera luz el 27 de febrero de 1973, y era el segundo telescopio más grande del mundo en ese momento. Los observadores iniciales incluyeron a David Crawford, Nicholas Mayall y Arthur Hoag. Se inauguró el 20 de junio de 1973, después de la retirada de Mayall como director. El espejo tiene una forma hiperboloidal f/2.7. Está hecho de un disco de cuarzo fundido de dos pies (61 cm) de espesor que es compatible con una celda de espejo de diseño avanzado. El foco principal tiene un campo de visión seis veces mayor que el del reflector Hale. Es el anfitrión del instrumento espectroscópico de energía oscura. Un instrumento idéntico, el telescopio Víctor M. Blanco, fue construido más tarde en el Observatorio Interamericano del Cerro Tololo, en Chile.
El telescopio Mayall inició su actividad en el verano de 1973, momento en el que era el segundo telescopio de apertura más grande del mundo. Lleva el nombre del astrónomo Nicholas U. Mayall, quien fue director del Observatorio Nacional de Kitt Peak (de los Estados Unidos) durante más de una década.
El espejo primario del telescopio está concebido para funcionar como el primer elemento de un diseño óptico Ritchey-Chretien. El telescopio se planificó originalmente con tres opciones de punto focal: el enfoque principal, un enfoque R/C de campo amplio y un enfoque coude.

## Instrumentos

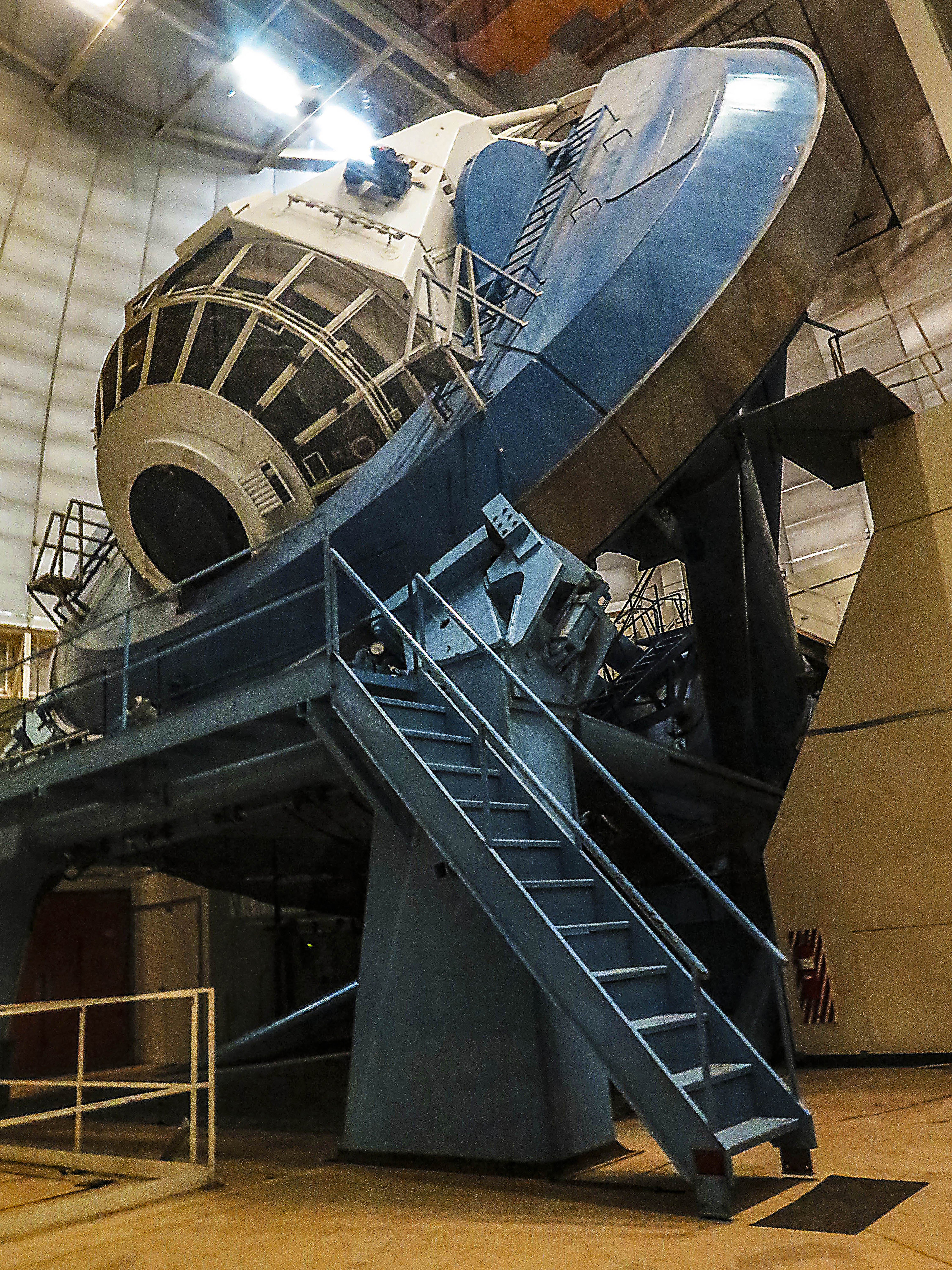
Telescopio de 4 m de Kitt Peak

Ejemplos de instrumentos durante su vida útil incluyen varios espectrógrafos, cámara criogénica, el espectrómetro Phoenix y el DLIRIM.

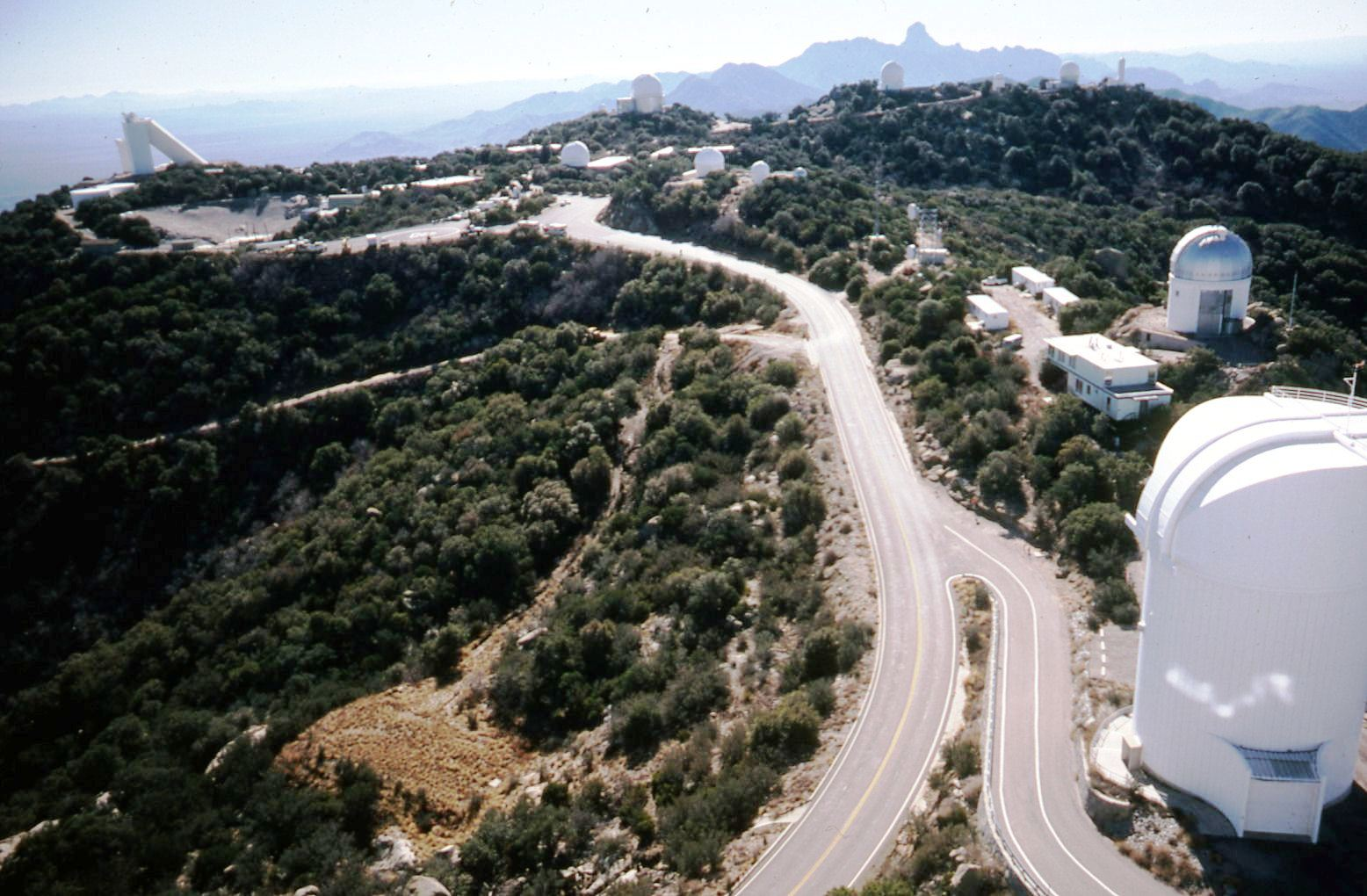
Observatorio Nacional de Kitt Peak en 1988

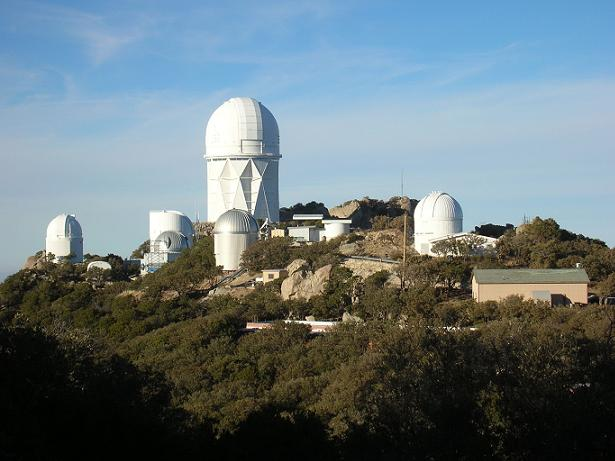
Kitt Peak. Mayall es el domo más alto

La cámara KNPO Mosaic se instaló en 1998 y se diseñó para el enfoque principal. Esta cámara tenía ocho sensores CCD 2048 × 4096. Esto condujo a otra cámara Mosaic II para el telescopio CTIO de 4 m en el hemisferio sur.
Mosaic3
Mosaic3 era una cámara de imágenes para el telescopio Mayall. Esta cámara de enfoque principal se usó para un muestreo de 3 bandas en apoyo del siguiente instrumento DESI.
Espectrógrafo de transformada de Fourier
Un instrumento utilizado con el telescopio fue el espectrógrafo de transformada de Fourier. El FTS se utilizó entre 1975 y 1995, creando un archivo de espectros grabados. Se destacó por recolectar el espectro infrarrojo antes del advenimiento de los conjuntos de imágenes infrarrojas.
Durante el tiempo de su operación, se tomaron 10.000 espectros de 800 objetivos astronómicos diferentes, y estos se pusieron a disposición en el archivo de datos de SpArc a principios del siglo XXI.
DESI
A finales de 2019, los instrumentos DESI estaban a punto de finalizar, un instrumento diseñado para ayudar a comprender la materia oscura. La materia oscura fue teorizada por Fritz Zwicky en 1933, cuando encontró una anomalía en sus cálculos de movimiento estelar que parecía requerir más masa - materia oscura. Zwicky usó el telescopio más grande del mundo, el telescopio Hooker de 100 pulgadas (254 cm) en California para esta investigación.
DESI tiene cinco mil sensores de fibra óptica, pero cada sensor de fibra óptica se puede seleccionar de forma robótica en el plano focal. Planificado para examinar la naturaleza de millones de galaxias y cuásares, el instrumento lleva una década en construcción y cuenta con las contribuciones de cientos de investigadores.
El software de control del telescopio también se actualizó en la década de 2010 para prepararse para DESI.
En octubre de 2019, DESI logró su primera prueba ligera y apuntaba a operaciones completas para 2020.

## Planificación y construcción
En 1961, después de que el trabajo había avanzado en otros telescopios, Mayall propuso un telescopio de espejo de 150 pulgadas aún más grande para Kitt Peak. La construcción del sitio comenzó en 1968, y en 1971 el espejo fue entregado para ubicarse en su actual emplazamiento. El espejo fue fabricado por la compañía Owens-Illinois.
El espejo de cuarzo fundido, valorado por su bajo coeficiente de expansión térmica, fue pulido y ajustado en el laboratorio óptico de Kitt Peak.

## Descubrimientos y observaciones

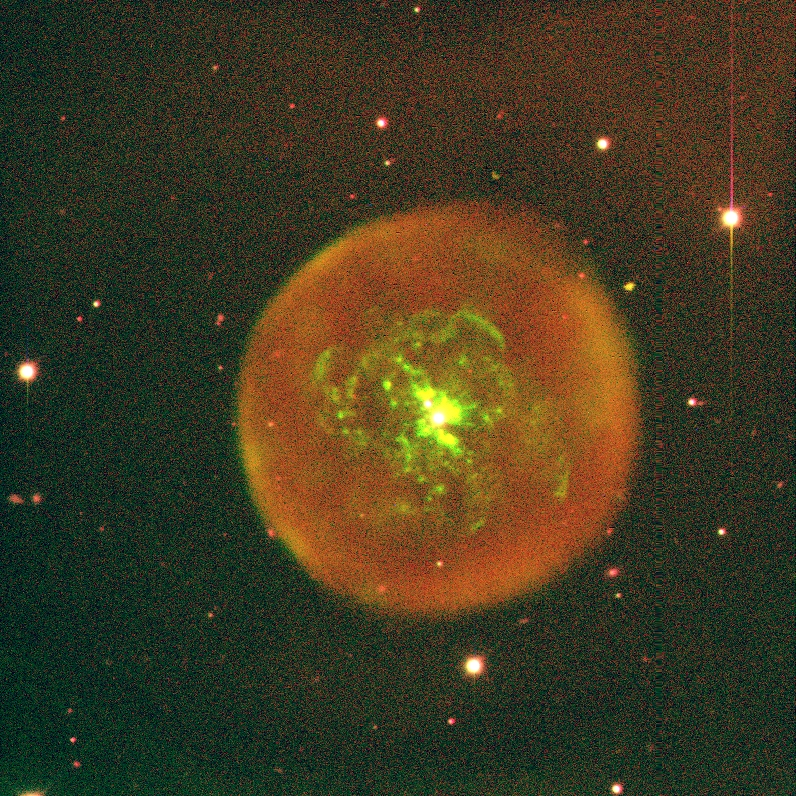
Imagen de Abell 30 tomada con el telescopio Mayall

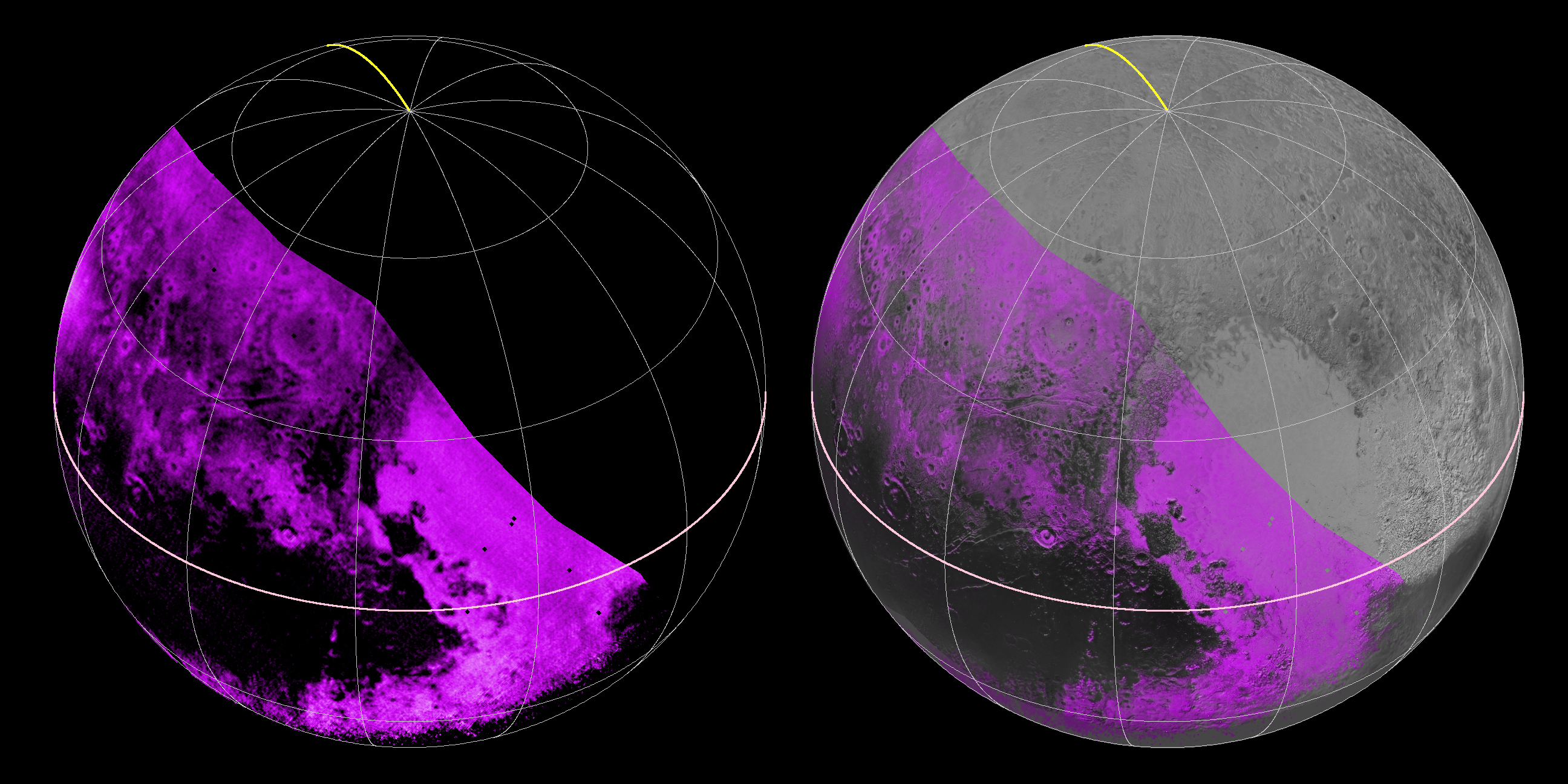
Hielo de metano confirmado por la nave New Horizons tras sobrevolar Plutón en 2015

El telescopio Mayall se utilizó en 1976 para descubrir el hielo de metano en el planeta Plutón.
También se usó para estudiar el metano en el sistema solar exterior en la década de 1980. El estudio incluyó la observación de metano monodeuterado en Titán, una luna de Saturno conocida por su espesa atmósfera.
Así mismo, el Mayall fue uno de los varios grandes telescopios que formaron parte de un estudio de la galaxia de Andrómeda. Las observaciones ayudaron a comprender la historia de esta galaxia, lo que a su vez contribuyó a comprender la evolución de la galaxia de la Tierra, la Vía Láctea.

## Telescopios contemporáneos a la puesta en servicio
El Mayall fue el segundo telescopio de su tipo más grande del mundo cuando se inauguró, entre el Hale (5 m) y el Shane (3  m).
Los telescopios más grandes en 1973 eran:
| # | Nombre / Observatorio                                | Imagen | Apertura        | Altitud          | Primera Luz | Promotor                        |
| - | ---------------------------------------------------- | ------ | --------------- | ---------------- | ----------- | ------------------------------- |
| 1 | Telescopio Hale Observatorio de Palomar              |        | 200 inch 508 cm | 1713 m (5620 ft) | 1949        | George Ellery Hale              |
| 2 | Telescopio Mayall Observatorio Nacional de Kitt Peak |        | 158 inch 401 cm | 2120 m (6955 ft) | 1973        | Nicholas Mayall                 |
| 3 | Telescopio Shane Observatorio Lick                   |        | 120 inch 305 cm | 1283 m (4209 ft) | 1959        | Nicholas Mayall C. Donald Shane |
| 4 | Telescopio Harlan J. Smith Observatorio McDonald     |        | 107 in 270 cm   | 2070 m (6791 ft) | 1968        | Harlan J. Smith                 |